# Cezary Kosiński
Cezary Kosiński (ur. 8 kwietnia 1973 w Bielsku Podlaskim) – polski aktor filmowy i teatralny, prezenter telewizyjny. Doktor sztuk teatralnych, wykładowca Akademii Teatralnej w Warszawie. 

## Życiorys
W 1996 roku ukończył studia na Wydziale Aktorskim warszawskiej PWST. Wystąpił w ponad 40 filmach i serialach. Do ważniejszych wcieleń filmowych w dorobku Kosińskiego należy Tadeusz Frei z Długu Krzysztofa Krauzego. Szerszą popularność zawdzięcza roli doktora Jacka Mejera w serialu Na dobre i na złe. W 2007 roku prowadził w TVP2 wspólnie z Pawłem Burczykiem teleturniej Wielki Poker. Od początku kariery związany z Teatrem Rozmaitości w Warszawie (obecnie TR Warszawa).
Jest żonaty z Anną. Ma córkę Julię i syna Konstantego.

## Odznaczenia
- Brązowy Medal „Zasłużony Kulturze Gloria Artis” – 2025[3]

## Filmografia
- od 2023: Teściowie, jako Roman Ledwoń
- 2022: Gry rodzinne, jako ksiądz Andrzej
- 2022: Brokat, jako Hubert Pascale
- 2021: Chyłka. Inwigilacja, jako sędzia Mieczysław Talarek
- 2021: Cicha ziemia, jako głos w telefonie
- 2021: Prime Time, jako negocjator
- 2021: Klangor, jako major Jerzy Majchrzak
- 2020: Usta usta, jako Oskar, biologiczny ojciec Mai
- 2020: Listy do M. 4, jako szef radia ZET
- 2019: Ukryta gra, jako John Gift
- 2019: 39 i pół tygodnia, jako Adam Bażur „Abażur”
- 2016: Jestem mordercą, jako prokurator Andrzej Molenda
- 2016–2018: Druga szansa, jako doktor Artur Małecki
- 2015: Demon, jako ksiądz
- 2014: Baron24, jako Gerard, komornik
- 2013: Lekarze, jako Zbigniew Olecki (odc. 35)
- 2013: Głęboka woda, jako Tadeusz Lutek
- 2011: Jak się pozbyć cellulitu, jako Jerzy/Jerry
- 2010: Projekt dziecko, czyli ojciec potrzebny od zaraz, jako Marian
- 2010–2011: Licencja na wychowanie, jako Paweł Leszczyński
- 2009: Zero, jako pracownik firmy prezesa
- 2009: 39 i pół, jako Adam Bażur „Abażur”
- 2008: Czas honoru, jako oszust Konrad Gross (odc. 11)
- 2007: Testosteron, jako Janis, brat Kornela i Tytusa
- 2006: Wino truskawkowe
- 2005: Pogromczynie mitów, jako informator
- 2004: Nigdy w życiu!, jako Krzysztof
- 2003: Ciało, jako Cezar
- 2003: 19. Południk (spektakl Teatru Telewizji), jako sekretarz prezydenta Szymon Napierzak[4]
- 2002: Pianista, jako Lednicki
- 2002: Himilsbach – Prawdy, bujdy, czarne dziury, jako Dziki Jaś
- 2002: Kariera Nikosia Dyzmy, jako instruktor jazdy
- 2002: Superprodukcja, jako syn krytyka Czesława
- 2001: Sieć, jako Cezary Skowronek
- 2001: Pieniądze to nie wszystko, jako Gołąbek
- 2000: Cud purymowy, jako rabin
- 2000: Słoneczna włócznia, jako Edi (odc. 4-5)
- 1999–2007, 2010, od 2020: Na dobre i na złe, jako doktor Jacek Mejer (chirurg)
- 1999: Fuks, jako boy hotelowy
- 1999: Dług, jako Tadeusz Frei, kolega Adama i Stefana
- 1999: Pan Tadeusz, jako Bartłomiej Dobrzyński „Brzytewka”
- 1998: Gwiezdny pirat, jako sprzedawca (odc. 1)

### Polski dubbing
- 2008: Dziewczyny Cheetah 3 – Vik
- 2007: Ratatuj – Linguini
- 2005: Garbi: super bryka – Crash
- 1997: Star Trek: Voyager